# 1980年穀物禁運
1980年穀物禁運是因1979年12月24日苏联入侵阿富汗，美国政府于1980年1月4日宣布对苏联禁运穀物及计算机、钻井设备，以及与苏联饲料业-畜牧业相关的商品贸易（如种子、肉类、奶制品、动物油、种畜精液等）。

## 过程
當時苏联在截至1980年9月30日的贸易年度向美国订购了2400万吨粮食，除了1975年签署的美苏粮食贸易长期协定规定的800万吨外，美国中断了其余1500万吨的对苏出口。1980年1月12日，主要粮食出口国在美国华盛顿特区召开部长级会议协调对苏粮食禁运，加拿大、澳大利亚、欧共体等同意参与这次粮食禁运，保证对苏出口粮食不超过“正常和传统”水平。阿根廷拒绝参加这次禁运，但美国政府认为阿根廷是否参与无足轻重。1979-1980年度，苏联计划进口粮食3700万吨。美国中央情报局估计，禁运将使苏联饲料供给下降14%，肉类生产下降12%，肉类消费下降7%。當時的美國總統是吉米·卡特，对外实施粮食禁运违背了卡特1976年竞选总统时的许诺。1980年美国总统选举中，朗奴·列根认为禁运给美国农业生产者带来损失，承诺当选后解除禁运。
1980年11月，美国与中国签订长期谷物贸易协议，规定每年对华出口谷物900万吨；加拿大认为，这是美国借机侵蚀加拿大谷物的传统出口市场。1980年12月，加拿大退出禁运。
1981年4月24日，朗奴·列根履行上述诺言，解除封鎖。蘇聯因禁運而改從其他地區如南美洲和歐洲獲取糧食，因此禁運政策沒有對蘇聯造成影響。商品價格在實施禁運後下跌，造成了嚴重的農業危機。
苏联1979-1980贸易年度实现进口3120万吨。美国农业部1981年估计，禁运使苏联饲料供应下降2%，对肉类消费将不会产生可察觉的影响。1980年1月至1981年6月，阿根廷向苏联出口粮食1500万吨，超额利润达25%。